# Antrodia pini-cubensis
Antrodia pini-cubensis är en svampart som beskrevs av Vampola, Kotl. & Pouzar 1994. Antrodia pini-cubensis ingår i släktet Antrodia och familjen Fomitopsidaceae.   Inga underarter finns listade i Catalogue of Life.